# Superleague Formula 2008
Superleague Formula 2008 var premiärsäsongen för Superleague Formula, och kördes över 6 helger (12 heat). Säsongen startade i augusti på Donington Park, Storbritannien och avslutades på Circuito de Jerez, Spanien i november.
Säsongen vanns av Beijing Guoan med föraren Davide Rigon.

## Klubbar och förare
| Nr | Klubb             | Förare                |
| -- | ----------------- | --------------------- |
| 3  | AC Milan          | Robert Doornbos       |
| 4  | Galatasaray       | Alessandro Pier Guidi |
| 5  | PSV Eindhoven     | Yelmer Buurman        |
| 6  | Al Ain            | Andreas Zuber         |
| 7  | Flamengo          | Tuka Rocha            |
| 8  | Anderlecht        |                       |
| 9  | Olympiakos        | Kasper Andersen       |
| 10 | FC Basel          | Max Wissel            |
| 11 | Borussia Dortmund |                       |
| 12 | Beijing Guoan     | Davide Rigon          |
| 14 | Corinthians       | Andy Soucek           |
| 15 |                   |                       |
| 16 | FC Porto          | Tristan Gommendy      |
| 17 | Rangers           | Ryan Dalziel          |
| 18 | Sevilla FC        | Borja García          |
| 19 | Tottenham         | Duncan Tappy          |
| 20 |                   |                       |
| 21 | Liverpool FC      | Adrián Vallés         |
| 22 | AS Roma           | Enrico Toccacelo      |
| 23 |                   |                       |